# 廣原海浪右エ門
廣原海 浪右エ門（わだつみ なみえもん）は、日本の大相撲の第81代大関。番付上は「勢州」頭書。難読四股名の一つ。
大相撲入門前は田舎相撲に参加していた。寛政11年(1799年)春場所(2月)、大相撲界に東大関でデビューしたが、5日目に1番相撲を取って勝っただけでそのまま引退した。その後は故郷に帰り、地方巡業で伊勢での興行に参加したことが伝わる。

## 主な成績
- 通算成績：1勝0敗6休

| 1799年 | 東大関 引退 1–0–6 | x |
| 各欄の数字は、「勝ち-負け-休場」を示す。 優勝 引退 休場 十両 幕下 三賞：敢=敢闘賞、殊=殊勲賞、技=技能賞 その他：★=金星 番付階級：幕内 - 十両 - 幕下 - 三段目 - 序二段 - 序ノ口 幕内序列：横綱 - 大関 - 関脇 - 小結 - 前頭（「#数字」は各位内の序列） |                   |   |